# Grécia nos Jogos Olímpicos de Verão de 2024
Grécia participou dos Jogos Olímpicos de Verão de 2024, realizados em Paris, na França. Foi a 30.ª aparição do país nos Jogos Olímpicos de Verão, sendo um dos cinco países que estiveram em todas as edições junto com Austrália, França, Grã-Bretanha e Suíça. Esteve representado por 100 atletas que competiram em 16 esportes.
Conquistou oito medalhas, sendo uma única de ouro com Miltiadis Tentoglou no salto em distância masculino do atletismo. As demais medalhas foram uma de prata e seis de bronze.

## Medalhas
| Atleta                                      | Esporte             | Evento                       | Medalha |
| ------------------------------------------- | ------------------- | ---------------------------- | ------- |
| Miltiadis Tentoglou                         | Atletismo           | Salto em distância masculino | Ouro    |
| Apostolos Christou                          | Natação             | 200 m costas masculino       | Prata   |
| Theodoros Tselidis                          | Judô                | Até 90 kg masculino          | Bronze  |
| Antonios Papakonstantinou Petros Gkaidatzis | Remo                | Skiff duplo leve masculino   | Bronze  |
| Zoi Fitsiou Dimitra Kontou                  | Remo                | Skiff duplo leve feminino    | Bronze  |
| Eleftherios Petrounias                      | Ginástica artística | Argolas                      | Bronze  |
| Emmanouil Karalis                           | Atletismo           | Salto com vara masculino     | Bronze  |
| Dauren Kurugliev                            | Lutas               | Livre até 86 kg masculino    | Bronze  |

## Competidores
Esta foi a participação por modalidade nesta edição:
| Esporte           | Masculino | Feminino | Total |
| ----------------- | --------- | -------- | ----- |
| Atletismo         | 4         | 9        | 13    |
| Basquetebol       | 12        | 0        | 12    |
| Ciclismo          | 1         | 0        | 1     |
| Esgrima           | 0         | 1        | 1     |
| Ginástica         | 1         | 0        | 1     |
| Hipismo           | 0         | 1        | 1     |
| Judô              | 1         | 1        | 2     |
| Lutas             | 2         | 1        | 3     |
| Natação           | 14        | 3        | 17    |
| Natação artística | 0         | 2        | 2     |
| Polo aquático     | 13        | 13       | 26    |
| Remo              | 3         | 4        | 7     |
| Tênis             | 2         | 2        | 4     |
| Tênis de mesa     | 1         | 0        | 1     |
| Tiro              | 2         | 3        | 5     |
| Vela              | 3         | 1        | 4     |
| Total             | 59        | 41       | 100   |